# 高野源之助
高野 源之助（たかの げんのすけ、1848年5月28日（嘉永元年4月26日）- 1907年（明治40年）6月15日）は、幕末の会津藩士、明治期の実業家・政治家。衆議院議員。

## 経歴
陸奥国会津郡若松城下で会津藩士の息子として生まれる。漢学、武術、英蘭学を修めた。戊辰戦争では鳥羽・伏見の戦い、東北の戦闘に従軍。
1873年、小樽に渡り船舶回漕業を営んだ。1890年8月、小樽総代人に選出された。その後、小樽区会議員、北海道会議員を務めた。1903年3月、第8回衆議院議員総選挙に北海道庁小樽区から出馬し当選。交友倶楽部に所属し衆議院議員を一期務めた。
その他、小樽商業会議所会頭、北海道拓殖銀行創立委員、小樽米穀外五品取引所監査役、小樽銀行取締役、北海木材 (株) 監査役、北海生命保険 (株) 社長、北海道鉄道 (株) 取締役、大同生命保険 (株) 取締役、小樽電燈合資会社執行社員なども務めた。
1907年6月、病のため死去した。